# Englischer Gruß

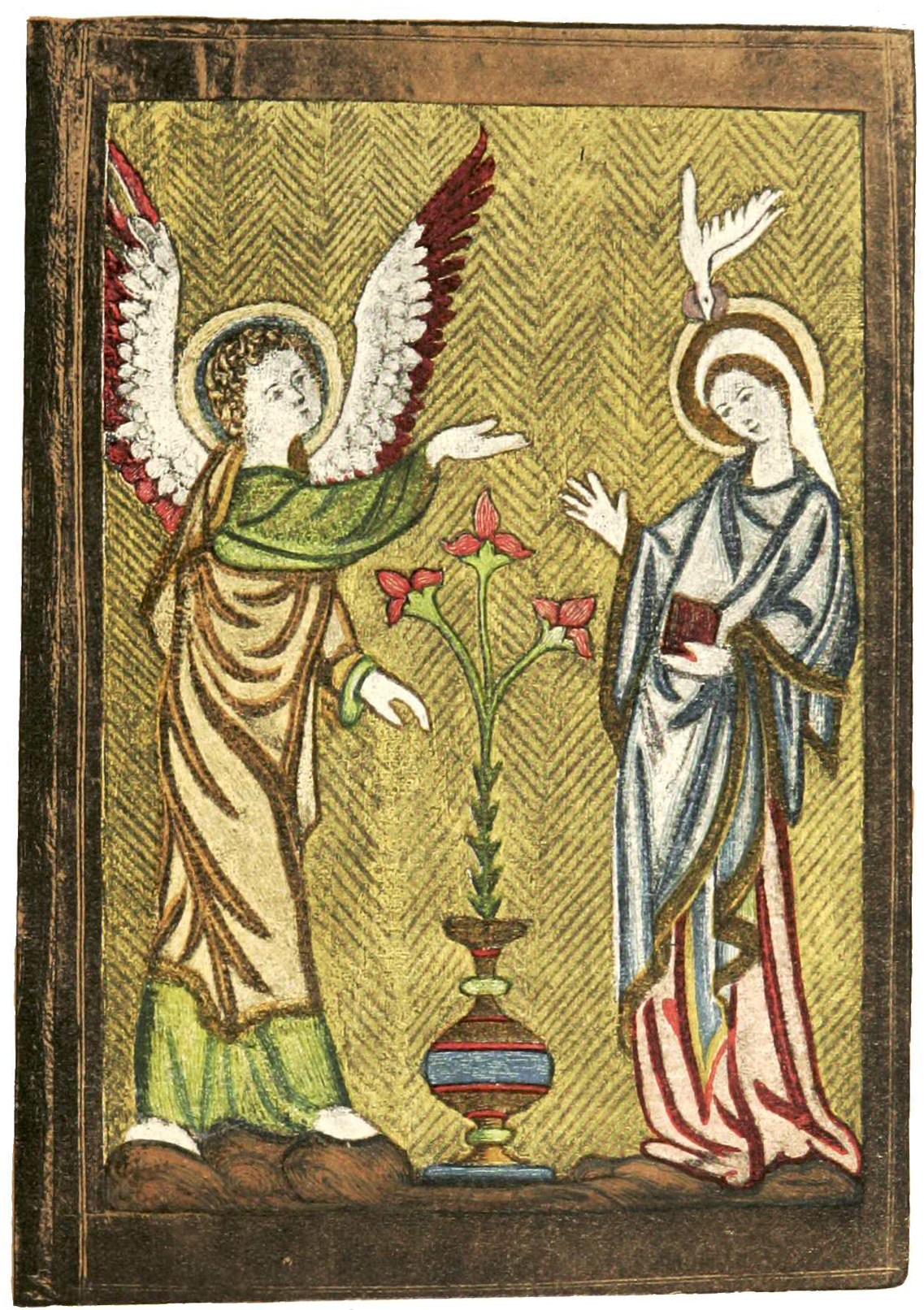
Die Verkündigung, Stickerei auf dem Einband des Fellbridgde-Psalters aus dem 13. Jhd.

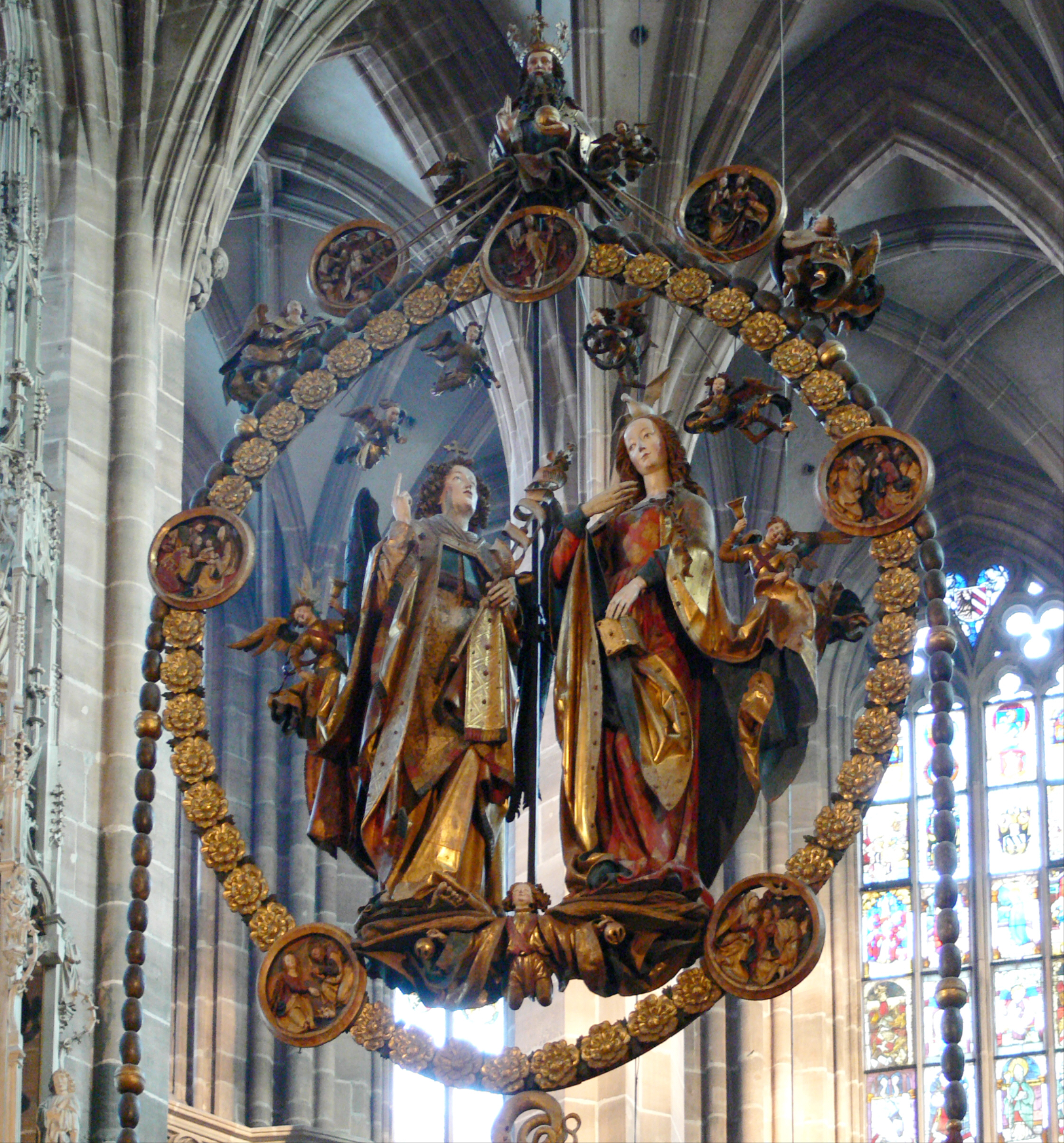
Englischer Gruß von Veit Stoß in der Nürnberger St.-Lorenz-Kirche

Der englische Gruß ist seit dem Mittelalter die Bezeichnung für die Grußworte des Erzengels Gabriel bei der Verkündigung, dass Maria den Sohn Gottes gebären werde. Die Bezeichnung des Grußes als „englisch“ ist von dem Wort Engel abgeleitet; mit der englischen Sprache hat der Ausdruck nichts zu tun.
Der Gruß des Engels steht im Neuen Testament im Evangelium nach Lukas:

„Sei gegrüßt, du Begnadete, der Herr ist mit dir.“

## Rezeption
Der englische Gruß findet sich im Anfangssatz des Gebets Ave Maria wieder. Ergänzt um den Namen Mariens, der im Neuen Testament an jener Stelle nicht steht, lautet der erste Satz des Gebets: „Gegrüßet seist du, Maria, voll der Gnade, der Herr ist mit dir.“